# Terezija
Terezija je žensko osebno ime.

## Izvor imena
Ime Terezija izhja iz latinskega in grškega imena Theresia. O izvoru obstaja več mnjenj. Nekateri ga povezujejo z grško besedo théra v pomenu besede »lov, plen, divjačina«. Drugi pa menijo, da je nastalo po imenu otoka Théra v Sporadih, tretji pa da je iz grške besede therésis v pomenu »obramba, zaščita«.

## Slovenske različice imena
Bianca, Reza, Rezi, Rezica, Rezija, Rezika, Rezka, Terez, Tereza, Tereze, Terezika, Terezinka, Terezka, Tesa, Tesi, Treza, Trezika, Zina, Zinka

## Tujejezikovne različice
- pri Angležih: Teresa, skrajšano Tessa, Tess
- pri Francozih: Thérèse
- pri Nemcih Therese, Theresia
- pri Hrvatih in Srbih: Tereza, Terezija, Tereža, Terežija, skrajšano Treza, Teza

## Pogostost imena
Po podathih SURSa je bilo na dan 31. decembra 2007 v Sloveniji 8.751 oseb z imenom Teretija. Ime Terezija ja bil na ta dan po pogostosti uporabe na 16. mestu.

## Osebni praznik
V našem koledarju z izborom svetniških imen, udomačenih med Slovenci in njihovimi godovnimi dnevi po novem bogoslužnem koledarju je ime Terezija zapisano 3 krat. Pregled godovnih dni v katerih poleg Vincencija godujejo še Rezka, Zinka in osebe katerih imena nastopajo kot različice navedenih imen.
- 11. marec, Terezija Marjeta Redi, devica
- 1. oktober, Mala Terezija, devica († 1. okt. 1897)
- 15. oktober, Terezija Velika, cerkvena učiteljica († 15. okt. 1582)

## Znane osebe
Marija Terezija (vladarica), Terezija Večko (uršulinka in pedagoginja)

## Zanimivost
Terezijo Avilsko imenujejo tudi Terezija Velika in je bila k
leta 1970 razglašena za cerkveno učiteljico. Po njej je imenovan Terezijin sejem 15. oktobra v Murski Soboti.